# XV Triennale di Milano
La XV Triennale di Milano si tenne al Palazzo dell'Arte di Milano nel 1973.

## Programmi Quindicesima Triennale
Esposizione internazionale delle arti decorative e industriali moderne e dell'architettura moderna
20 settembre - 20 novembre 1973
L'edizione di questa Triennale, cade esattamente a cinquant'anni esatti dalla prima edizione. Essa si articola principalmente su 3 nuclei espositivi:
- Mostre internazionali di architettura e industrial design;
- Sezioni Nazionali (allestite dai singoli Paesi partecipanti);
- Sezione Italiana.

## Consiglio di amministrazione della quindicesima Triennale

### Presidente
- Pittore Remo Brindisi

### Consiglieri
- Prof. Luigi Crema
- Arch. Carlo de Carli
- Prof. Paolo De Poli
- Avv. Bruno Forti
- Arch. Ignazio Gardella
- Arch. Piero Gazzola
- Dott. Emiliano Guidotti
- Arch. Piero Maria Lugli
- Dott. Giovanni Meardi
- Dott. Mauro Mercanti
- Arch. Cesare Merola
- Arch. Luigi Moretti
- Dott. Giovanni Pini
- Prof. Nunzio Sciavarello
- Ing. Cesare Valle

### Segretario dell'Ente
- Tommaso Ferraris

### Revisori dei conti
- Dott. Gino Ceriati
- Dott. Gino Pancrazi
- Arch. Alessandro Pasquali

## Mostra internazionale di Architettura
- Ordinamento e allestimento: Arch. Aldo Rossi, Franco Raggi, Massimo Scolari, Rosaldo Bonicalzi, Gianni Braghieri, Daniele Vitale

La sezione internazionale di architettura è costituita da una mostra di progetti in cui è prevalente il rapporto tra progettazione e città. La mostra è divisa in due parti: la prima dedicata a progetti di ristrutturazione e interventi operati a Berlino, Roma, Barcellona, Trieste, Venezia, Stoccarda, Zurigo e Napoli; e nella seconda parte sono invece presenti progetti di singoli architetti o gruppi su diversi temi. La mostra non si basa su un tema preciso ma cerca di dare un quadro significativo ed ampio dell'architettura del tempo. I progetti in genere seguono un percorso di ricerca che fanno capo ai valori del Razionalismo e di alcuni aspetti del Movimento Moderno in Europa. La mostra inizia con un tributo a tre architetti scomparsi in quegli anni: Piero Bottoni, Ernesto Nathan Rogers e Hans Schmidt. Dopo questa sala d'omaggio la mostra espone le opere del movimento moderno, che esprimono i concetti dell'architettura razionale, di Le Corbusier, Adolf Loos e Giuseppe Terragni. Fanno parte della mostra anche il volume Architettura Razionale, dove è possibile trovare una serie di testi che illustrano in maniera chiara i contenuti delle opere esposte, e due filmati: La nuova abitazione e Ornamento e Delitto. Al centro della mostra si trova una tela intitolata “La città analoga”, che rappresenta una città, attraverso una visione prospettica singolare, formata da architetture diverse riunite tra loro in un'unica composizione.

## Mostra internazionale dell'industrial design
- Responsabile:

Ettore Sottsass jr
- Coordinatore:

Andrea Branzi
- Redazione e organizzazione: Vanna Becciani, Adalberto Dal Lago, Albert Leclerc, Elke Leclerc, Sergio Lentati, Massimo Magri, Paolo Saporito, Bruno Scagliola.
- Consulente:

Gianpaolo Paoli dal Festival dei Popoli
- Consulenza Tecnica:

Politecne Cinematografica
- Sistema video:

Philips
- Segreteria:

Chiara Molone
"In questi ultimi anni si è venuta formulando sempre più chiaramente la constatazione che il design, costretto nel cerchio chiuso «produzione-consumo», non può continuare a tenersi lontano da impegni e responsabilità sociali; anzi tende a definirsi, nell'ambito della sua disciplina, come atto politico più o meno consapevole, verso la costruzioni di aree sociali sempre più vaste. Questa constatazione e consapevolezza tiene in una crisi permanente il rapporto tradizionale del designer con l'industria; mette in crisi i metodi tradizionali di progettazione e mette in crisi la stessa immagine intima che il designer può dare di se stesso [..]"
cit. Ettore Sottsass jr.
In quegli anni stava nascendo l'idea che il design necessitasse di uscire dal costringente rapporto con l'industria per essere ampliato e portato a parlare con realtà sociali sempre più vaste. La mostra tenta di prendere contatto con la complessità, le ambiguità, le discontinuità, le contraddizioni della realtà.
Da questo concetto parte il percorso di questa sezione, che mediante l'uso di 19 televisori sui quali vengono proiettati 6 o 7 film a ciclo continuo, tenta di far comprendere le difficoltà progettuali date dall'evoluzione del rapporto tra design, industria e società.
La sala è completamente nera , le uniche illuminazioni presenti sono quelle disposte lungo le scale per accedere ai posti (circa 15 per ogni set), il pubblico ha la possibilità di scegliere mediante l uso di un programma stampato. Per consentire una giusta acustica e non sovrapporre i suoni dei 19 film in contemporanea sono state disposte un paio di cuffie per ogni posto a sedere. Lo spazio è un open space privo di divisori fissi.
Le sedie sono prodotte dalla Olivetti, il servizio audio-visivo è Philips.

## Il lavoro artigiano
- Ordinamento e Allestimento:

Luigi Massoni
- Coordinatore per l'ordinamento:

Nanni Cagnone
- Allestimento:

Giorgio Cazzaniga, Bernardo Zimmermann
- Grafica:

Arch. Antonio Barrese
L'interesse di questa sezione è dovuta all'oggettiva presenza del tema, in quanto persiste in questo periodo un “problema” dell'artigianato e, nel contempo, intende ricongiungersi alle manifeste intenzioni delle precedenti edizioni della Triennale, che ha spesso voluto manifestare un certo interesse per il lavoro artigianale.
L'analisi presa in causa si occupa in via documentaria di chiarire cosa sia e in che situazione si trovi l'artigianato, ponendo in alcuni casi dei dubbi sulla sua sopravvivenza. L'obiettivo è quello di far trarre delle conclusioni ai visitatori attraverso constatazioni reali e non giudizi personali o meno.
In primo luogo si cerca di dare una definizione di artigianato, manca infatti una “nomenclatura tradizionale”.
Mediante questo procedimento si è voluto mettere a disposizione un operato che fosse facilmente distinguibile, in tutti i suoi punti di vista, da una produzione seriale e industriale. L'obbiettivo è dunque sottolineare l'importanza dell'attività artigianale, come questa ha influito sulla formazione dell'individuo, e allo stesso tempo quali conseguenze deriverebbero da un'eventuale scomparsa di questo.
In questo periodo infatti si può intravedere una progressiva perdita di cultura individuale, partita dalla Rivoluzione industriale, che attraverso i “nuovi” processi di meccanizzazione riducono l'operaio a compiere una sequenza limitata di gesti ripetuti, estraniandolo completamente dalla realtà tecnica della produzione.
Questa perdita si traduce in perdita dell'individualità e diminuzione del bisogno di creare, portando ad una sempre più inesorabile uniformità di comportamento.
Infine la ricerca di questa sezione fu quella, non di cercare begli oggetti, ma bensì quello di ritrovare un rapporto di vicinanza tra corpo e materia.

## Sezione italiana
Lo spazio vuoto dell'habitat, una cosa, un nome, un concetto un'immagine
Ordinamento e Allestimento: Arch. Eduardo Vittoria, Coordinamento Arch. Ignazia Favata, consulenza Roberto Poggi
La sezione italiana è organizzata attorno ad un percorso costituito da un sistema centrale definito da una pedana modulare sul pavimento e da una serie di tensostrutture montate all'interno dell'edificio della Triennale che ne ridefiniscono la spazialità. Attorno all'area centrale disposta ad elle, le pareti e gli spazi ai lati ospitano prototipi, progetti e prodotti frutto della collaborazione di architetti e designer con industrie, aziende e imprese impegnate nella ricerca di nuovi materiali e prodotti sperimentali per la dimensione dello spazio domestico. Apparati domestici, multipli per abitare, totem tecnologici e muri compositi costituiscono un nuovo paesaggio dove i limiti non sono più definiti da involucri chiusi. Gli stessi elementi dell'allestimento diventano supporti per la proiezione di slogan ("contro le gerarchie, contro le centralità), sperimentazioni illuminotecnica, visive e informative. Un nastro trasportatore funge da espositore di prodotti utili alla definizione di una nuova dimensione dell'abitare. Opere grafiche, progetti sperimentali e prototipi di Marco Zanuso, Alberto Rosselli, Bruno Munari, Roberto Mango, Michele Valori, Filippo Alison, Ignazia Favata e numerosi altri realizzano in partnership con le imprese coinvolte progetti sperimentali. 
- Filippo Allison alla sezione degli oggetti di produzione
- Aldo Capasso, Augusto Vitale e l'ingegnere Massimo Majowiechi al progetto delle Tendostrutture
- Franco Donato alla elaborazione dei filmati estratti dalla rubrica televisiva "Habitat"
- Piero Castiglioni alla realizzazione della multivisione dedicata allo spazio vuoto dell'habitat, con immagini di Alfonso Galasso, Umberto Bocchiola, Franco Fontana, Filippo Panseca
- Società Tensoitalia di Alberto di Fontanellato alla costruzione e al montaggio delle Tendostrutture
- La società Keller italiana e Abet Print alla costruzione del pavimento sopraelevato Kelpac realizzato in laminato plastico Print-Perma-Kleen prodotto dalla Habet su licenza General Electric co.
- La società Trastecnica di Cologno Monzese alla realizzazione del trasportatore continuo a piastre snodato "Crescent Conveyor" costruito su licenza rapistan
- La società Gentili e Brighi Co. di Milano alla fornitura e al montaggio dei paranchi elettrici
- La ditta Bedding Brevetti di Casalguidi per i cuscini e i sedili (tessuti di Ken Scott)
- La ditta Forma+Funzione di Varese alla fornitura degli "spot" per l'illuminazione, disegnati da S.D.Monk, e cesare fiorese per le lampade "Egghead"

La sezione italiana riguarda i problemi dell'abitare. Più nello specifico, essa si pone come priorità l'analisi del rapporto della casa con la città, affrontato con metodo critico. Con lo stesso criterio viene affrontato anche il tema del processo produttivo, che punta sull'inedito, non solo dal punto di vista della tecnica e del costo, ma come una vera e propria poetica della casa.
L'allestimento e l'esposizione:
Un intero settore del pianterreno del palazzo dell'arte è occupato dalla sezione italiana e il vasto ambiente è completamente tinteggiato in color grigio topo, accompagnato da una moquette grigio chiaro. Sorretta da supporti metallici vi è una pedana sopra elevata costituita da pannelli modulari di laminato plastico: questa è la zona di massimo transito.
Nelle diverse ampiezze della sala, ancorate al terreno, sono posizionate undici tendostrutture in materiale plastico bianco. L'illuminazione proviene da faretti neri appesi a pareti e pilastri. Distribuiti sulla pedana e vicino ad alcune pareti vi sono cuscini e poltroncine colorati. Accanto ad ogni oggetto esposto vi è un proiettore per diapositive che illustra le varie possibilità di utilizzo del prodotto.
Entrando nell'atrio, sulla destra la prima cosa che cattura l'attenzione è il pannello con la scritta: "15T. Sezione Italiana - lo spazio vuoto dell'abitare - una cosa - un nome - un concetto - una immagine".

## Mostra storica per il cinquantenario della Triennale
- Comitato di studio:

Bruno Munari, Agnoldomenico Pica, Franco Russoli, Umberto Zimelli
- Segreteria:

Marianne Lorenz
- Ordinamento e regia generale:

Agnoldomenico Pica
- Allestimento e Grafica:

Leonello Pica, Piero Polato
La XV Triennale si svolse nel 1973, cioè 50 anni dopo la prima Biennale, tenutasi a Monza nel 1923. Per l'occasione fu allestita una mostra storica, che occupò la porzione a Sud Est del primo piano del Palazzo dell'Arte, e si estese su una superficie di 1800 m².
L'allestimento, organizzato mediante elementi modulari, si compose di una grande parte centrale e della galleria.
La parte centrale, rinominata Grande diorama e direzionata verso lo scalone, fu concepita come un palcoscenico, in cui gli oggetti venivano esposti su di un grande piano di lastre di ferro arrugginito artificialmente; sul fondale invece era disposto un grande titolo “I cinquant'anni della Triennale”, in caratteri rossi fluorescenti.
La galleria, in cui si svolge l'itinerario delle Triennali, fu costituita da un semianello prolungato agli estremi da due bracci rettilinei.
All'interno della galleria fu montata una grande mensola continua, formata da profilati metallici, che offriva più piani d'appoggio, disposti a scaletta, sui quali gli oggetti esposti erano separati da piccoli cassetti in perspex. Sempre sulla mensola, negli intervalli fra le quattro aree in cui la mostra si articolava, furono posizionate delle “lanterne”, che esponevano due diapositive ciascuna.
La parete esterna della galleria invece era rivestita in lamiera zincata. Gli elementi più grandi furono appoggiati o appesi ad essa, e venne ricavato anche uno spazio per la breve sezione bibliografica.
I colori della mostra furono essenzialmente quattro:
- il nero delle (poche) pareti a vista
- il grigio del pavimento
- il rosso aranciato di metallo arrugginito (del piano inclinato e dei montanti della galleria)
- l'argento della lamiera zincata.

## Sala riunioni e mostre contemporanee
- Ordinamento e allestimento: Donata Almici, Ernesto D'Alfonso, Marzia Ferrari, Giancarlo Rossi

La sala delle riunioni e delle mostre temporanee è stata allestita da maestri del movimento moderno come Edoardo Persico e Franco Albini partendo da volumi essenziali dell'architettura (linea, piano e volume) cercando, con l'aiuto di Piero Bottoni, di concretizzare il progetto della sala verso una linea prettamente sociologica.
L'allestimento si compone di tre elementi:
1. Il traliccio
2. L'aula per i convegni
3. La strada

Questi tre elementi sottolineano la necessità di ricreare un luogo urbano, nel quale incontrarsi, vivere e condividere.
Il traliccio, struttura scheletrica della sala che affaccia sulla strada, moltiplica lo spazio percorribile dando la possibilità di seguire un percorso più chiaro e lineare.
L'aula dei convegni è un atrio simile a quelli universitari e nasce per dare la possibilità di approfondire un incontro diretto sui problemi. Le forme semplici e antiche vogliono testimoniare la continuità nel tempo della ricerca scientifica e culturale.
Questo spazio, soprattutto il traliccio delle mostre temporanee, si affaccia sulla strada così da darle modo di fondersi e diventare un tutt'uno con l'allestimento.
Infatti, dalla strada è possibile intravedere parte della mostra, così da consentire all'osservatore di costruirsi un'idea di ciò che gli verrà mostrato.
L'intero spazio che ospita il traliccio per le mostre ha un'altezza di 10,7 m ed è reso completamente praticabile grazie alla struttura o traliccio verniciato di bianco e praticabile grazie a delle scale di legno successivamente impiegate. Lo spazio è completamente bianco tranne la parete di sinistra dove rimane in esposizione il grande mosaico di Gino Severini.
L'illuminazione dell'intero spazio è data da lampade industriali e lampioni stradali.
Nella sala adiacente, il teatro per i convegni prende forma con scavo di cerchi concentrici in legno verniciati di giallo e marrone pastello, mentre il cerchio centrale è di una semplice moquette grigia. Il tutto coperto da una soffittatura di teli bianchi convergente a forma di cono. Pareti e illuminazione sono entrambe bianche.
|  |  |  |

| veduta1 | Veduta4 |

| Veduta6 | Veduta7 |

## Rassegna storica della London Architectural Association
- Ordinamento:

Architectual Association
La mostra dell'Architectural Association School of Architecture, tramite il lavoro svolto nella scuola fin da quando fu fondata, percorre cronologicamente le vicende che hanno caratterizzato l'evoluzione del pensiero architettonico in Inghilterra.
Tale esposizione, si sofferma particolarmente sul periodo storico degli Anni'20 e su quello del dopoguerra, indicando la trasformazione di tale pensiero fino ai giorni nostri.

## Sezioni estere
Si tratta di sezioni nazionali, allestite dai singoli paesi partecipanti. Tra progetti architettonici, industrial design, arti decorative e artigianato, il filo conduttore del tema è il “vivere meglio”.
Le sedie di Charles Rennie Mackintosh
- Collaboratori: Arch. Filippo Allison

La mostra è un'esposizione di vari tipi di oggetti posseduti e creati dal celebre architetto scozzese dal 1890 al 1910. In parte sono oggetti autentici, quali posate, lampade e disegni che sono stati ritrovati e ricomposti per l'occasione. Altri sono oggetti che sono stati ricostruiti, come mobili, sedie e arredi. Di questi i più importanti sono, come suggerisce il nome della mostra, le sedie. Queste caratterizzano lo stile di Mackintosh per i loro giochi di pieni e vuoti, le tensioni delle linee curve, la delicatezza dei materiali e per i particolari intagli eseguiti. Le sedute erano considerate dall'architetto scozzese di fondamentale importanza per la caratterizzazione di un interno arredato. Dal loro stile, dal loro schema compositivo, dai loro disegni e intagli decorativi lo spettatore poteva ricostruire e cogliere le straordinarie capacità espressive del progettista e la sua personalità.
L'allestimento si articola in due spazi: un corridoio lungo e stretto che porta ad un'ampia sala a pianta quadrata. Le pareti di tutti e due gli ambienti sono rivestiti fino ad una certa altezza da una tela bianca e nella parte superiore da una nera che copre anche il soffitto. Solo il pavimento è rivestito da moquette grigia. Sul lato sinistro del corridoio le sedie e i tavoli sono esposti su una pedana rivestita di tela bianca e illuminati da luce fluorescente dello stesso colore. Sul lato destro i disegni sono illuminati da una lampada che corre dietro la parete rivestita di nero. Le pedane si trovano anche ai lati dello spazio quadrato mentre sulla parete di fondo di questa sala sono state ricavate due nicchie e una bacheca quadrata al centro. Una panca quadrata ricoperta di moquette e cuscini blu serve è a disposizione per i visitatori.
|  |  |

Paesi Scandinavi
- Commissario Generale:

H.O. Gummerus
- Commissari:

Rolf Himberg-Larsen, Lennart Lindkvist, John Vedel-Rieper
- Ordinamento e allestimento: Tapio Periainen, Helsinki

Danimarca, Svezia e Finlandia hanno voluto trattare nella loro sezione il tema degli adolescenti e dei bambini in relazione al contesto ambientale in cui vivono. Si è constatato infatti che in paesi moderni e con tenore di vita abbastanza elevato, le condizioni vitali dell'infanzia sono tutt'altro che protette e salvaguardate, anche in relazione al continuo sviluppo tecnologico e sociale che rischiano di modificare comportamento e abitudini dei più piccoli.
L'idea di partenza è quindi quella che i giovani debbano essere considerati come parte integrante e prioritaria della società e quindi che quindi gli spazi da progettare debbano essere progettati in base alle loro abitudini e alle loro esigenze.
All'allestimento di arriva dalla mostra delle Sedie di Mackintosh. Ha pianta rettangolare, le pareti sono nere e il pavimento è rivestito da moquette grigia. A soffitto sono legati dei teli bianchi che filtrano la luce proveniente da dei faretti posti al di sopra. Lungo il perimetro sono disposti cuscini riempiti con sabbia per sedersi. Il tema della gioventù è esplicitato con dei pannelli e con delle fotografie che raffigurano degli slogan. Si incita alla libertà che deve essere garantita ai bambini.
Lungo la parete di sinistra sono poste 19 sculture di dimensioni reali della scultrice Rauni Liukko.
Rappresentano in forma drammatica le situazioni a cui sono costretti alcuni bambini. Sulla destra della sala è stata invece allestita una sala cinema per la proiezioni di alcuni filmati che mostrano alcuni esempi di spazi urbani o ambienti domestici ritenuti ottimali alla via del bambini. Sparse per la parte centrale della Sezione sono presenti palloni con i quali il pubblico e soprattutto i bambini possono giocare liberamente.
Giappone
- Allestimento e ordinamento: Kozo Abe, Makio Hasuike, Isao Hosoe, Tsutomu Katayangi, Hiromichi Matsui, Tashihiro Miki, Isao Ogawa

Il tema principale della Sezione Giapponese è quello della scala. Questa però non deve essere intesa come l'oggetto comune che noi utilizziamo per salire o per arrampicarci in un luogo più elevato. Le scale sono utilizzati qui in senso metaforico. Le scale rappresentano il percorso dell'umanità dal suo Stato primitivo fino ai giorni nostri della società industrializzata. L'allestimento vuole quindi essere una suggestione dello sviluppo incontrollato e sempre più veloce e vertiginoso della società industriale che mostrerà i suoi limiti giunta all' ultimo gradino, dove troverà un il precipizio e il vuoto. La sala è tinteggiata di nero fatta eccezione per il pavimento il PVC bianco lucido. Lungo le pareti vi sono delle poltroncine e dipinti i nomi dei progettisti che hanno partecipato alla realizzazione e all' ideazione dell'allestimento. Lungo il muro di fondo sono appoggiate 5 scale a pioli, inclinate a 60 gradi. Al termine di ogni scala, a parete sono fissati degli orologi, tutti fermi sulla stessa ora. Le scale sono illuminate con delle lampade alogene mentre l'atmosfera è completata con il suono della preghiera dei bonzi di un tempio buddista, diffuso nella sala.
Ungheria
- Commissario:

Gyorgy Tokar
- Ordinamento e allestimento: Gyorgy Tokar, Antall Vass

L'Ungheria ha voluto dedicare il suo spazio interamente alle creazioni architettoniche e del design più brillanti tra quelle ideate da giovani studenti ungheresi. È esposta anche una scelta di oggetti d'uso domestico e di arredamento creati dagli studenti della Scuola ungherese di Arti applicate.Ad accoglierci in questa Sezione la scritta Ungheria ricavata all' interno di otto cubi di legno posti lungo la parete. L'allestimento ha le pareti di legno, compensato verniciato di nero. Gli oggetti sono esposti su dei cubi di legno colorati di grigio ed illuminati con dei faretti. Sulla sinistra è esposta una composizione dello sculture Barna Bardocz di ottone rame e smalti colorati. Le varie opere architettoniche sono mostrate con foto appese al muro. L'alto rilievo in bronzo “ Toro” di Janos Jetenyi e altri oggetti in metallo e ceramica sono esposti nella sala.
Australia
- Commissari:

P.A. Gentry
- Designer:

Peter Rektor
- Allestimento: Visual Arts Board of the Australian Council for Arts

L'oggetto della mostra è Il Teatro dell'opera di Sydney che venne edificato proprio nell'ottobre del 1973, in concomitanza dell'esposizione della Triennale. La complessità del progetto disegnato da Jorn Utzon, con l'insieme del teatro lirico, il teatro di prosa, sale da concerti e ristoranti, è qui ben evidenziata grazie al modello ben accurato presentato. Lo spazio è distribuito su tre livelli grazie alla presenza di tre pedane identificate da tre colori diversi: marrone turchese e blu. Le pareti sono grigie e ospitano i pannelli che contengono foto, particolari costruttivi e disegni dell'opera architettonica. Sul ripiano più alto dei tre è esposto il modello che ha accanto una sfera bianca per indicare come le Vele della copertura del Teatro siano parte di una figura geometrica intera. Al centro della stanza, calato dal soffitto vi è un facsimile dell'autoparlante appositamente progettato per la sala dei concerti.
Jugoslavia
- Ente organizzatore:

Istituto Federale per la collaborazione internazionale scientifica culturale e tecnica di Belgrado
- Commissario:

Marjana Kuncic
- Direttore tecnico:

Borut Juvanec
- Esecuzione:

Istituto per il Design di Lubiana
La Jugoslavia mostra nella sua Sezione un sistema dell'architetto Niko Krali che propone una soluzione sistematica della progettazione e della realizzazione degli elementi compositivi della casa e dell'ambiente. Il sistema presentato, chiamato “ Futura”, ha come idea di base quella di evidenziare la capacità inventiva del designer nel momento in cui sono resi disponibili dalla tecnologia nuovi metodi di produzione dell'arredo, anche su larga scala. Il compito dei designer più avanzati non è solo quindi quello dello sviluppo del prodotto ma anche quello della progettazione del sistema di prodotti, riproducibili su larga e che lasciano al consumatore possibilità di personalizzazione. A tal proposito Niko Krali ha inventato un sistema di ripiani modulari di svariate forme e un sistema di giunti universali. Questo permette al consumatore di comporre mobili e oggetti dalle svariate forme con il solo ausilio di normali viti, a seconda della propria esigenza. Il materiale usato per questo sistema modulare è il poliuretano che è possibile colorare in varie tinte, sia lucide che opache. L'allestimento è stato preparato utilizzando interamente pezzi del sistema “ Futura” per costruire l'arredamento di un'intera abitazione. Vicino alla parete di ingresso alla mostra sono a disposizione del pubblico vari pezzi con cui sbizzarrirsi nella composizione di oggetti e mobili a proprio piacimento.